# Kromatisk skala
En kromatisk skala, er en opadgående eller nedadgående skala med halvtone-skridt – dette vil sige, at alle tangenterne på et klaver benyttes. En kromatisk skala over en oktav har 12 toner.
Kromatiske skalaer bruges specielt i klassisk musik. De skal spilles i et vist tempo for at få den ønskede effekt.
| Musik | Spire Denne musikartikel er en spire som bør udbygges. Du er velkommen til at hjælpe Wikipedia ved at udvide den. |